# Dál Birn
Dál Birn (c'est-à-dire : part de Birn) est une épithète tribale utilisée dans les sources irlandaises pour désigner les descendants de Lóegaire Birn Buádach, la lignée régnante héréditaire du  royaume d'Osraige en Irlande,.

## Lignée
Cette illustre lignée a donné à l'Osraige ses rois et ses seigneurs qui proclament tous être les descendants en ligne paternelle du souverain du IIe siècle Lóegaire Birn Buádach (Lóegaire Birn le Victorieux), fils d' Óenghus Osrithe et est à l'origine de nombreux individus et plus tard de clans apparentés qui sont identifiables jusqu'à l'ère moderne. Le terme Dál Birn était utilisé longtemps avant l'apparition des surnoms en Irlande, pourtant, en raison des traditions orales et écrites de longue date en Irlande, il a continué à être utilisé comme une marque de distinction héréditaire dans des sources composées tout au long du XIIe siècle après l'avènement commun des noms de famille.
Pendant une période de deux cents ans commençant à la fin du Ve siècle, les roi locaux Dál Birn furent temporairement remplacés par une dynastie alliée les Corcu Loígde qui régna sur l'Osraige jusqu'à ce qu'elle soit finalement être renversée. Un certain nombre de rois du Corcu Loígde sont mentionnés dans comme ayant été périodiquement tués par les populations locales d'Osraige jusqu'au rétablissement du Dál Birn. Les descendants du Dál Birn conservèrent le contrôle d'une partie de l'Osraige, même après Invasion normande de l'Irlande, par le biais de ses héritiers la seigneurie des Mac Giolla Phádraig d'Upper Ossory.

## Sources
On trouve le nom de Dál Birn ou son équivalent présent dans de nombreuses sources du haut Moyen Âge irlandais, dont le Codex Salmanticensis et le Codex Kilkenniensis dans la vita de Saint Ciarán de Saighir ; le Félire Óengusso,, et dans le MS Rawlinson B 502 de la Bodleian Library.

## Descendance du Dál Birn

### Lignages
Outre tous les roi d'Osraige locaux sans prendre en compte ceux issus du  Corcu Loígde, un certain ombre d'autre famille noble étaient issues du Dál Birn :
- les Mac Giolla Phádraig d'Osraige, dont les descendants transformèrent leur patronyme en Fitzpatrick. Dont son issus les Barons et comte d'Upper Ossory, Gowran, et Castletown ;
- Ua Braonáin (ou Ó Braonáin) d'Idough, descendants de Braonáin, un fils cadet de Cerball mac Dúnlainge, Anglicisé en O'Brennan[6].